# Archipines multinotata
Archipines multinotata is een keversoort uit de familie zwamkevers (Endomychidae). De wetenschappelijke naam van de soort werd in 1929 gepubliceerd door Maurice Pic.